# Elias Disney
Elias Charles Disney (6 de fevereiro de 1859 – 13 de setembro de 1941) foi um empresário, carpinteiro e violinista canadense. Foi o pai de Roy e Walt Disney.

## Início da vida
Disney nasceu na vila rural de Bluevale, no que hoje é Ontário, Canadá, filho dos imigrantes protestantes irlandeses Kepple Elias Disney (1832–1891) e Mary Richardson (1838–1909). Ambos os pais emigraram da Irlanda para o Canadá ainda crianças, acompanhando os pais.
Disney era um socialista fervoroso e apoiador de Eugene Debs. Ele se tornou um fazendeiro e empresário com pouco sucesso. Ele se mudou para a Califórnia com seu pai em 1878 na esperança de encontrar ouro . Em vez disso, Kepple foi convencido por um agente da Union Pacific Railroad a comprar 200 acres (81 ha) de terras perto de Ellis, Kansas. Em Ellis, a Disney tentou viver como um produtor de laranja e falhou.

## Carreira

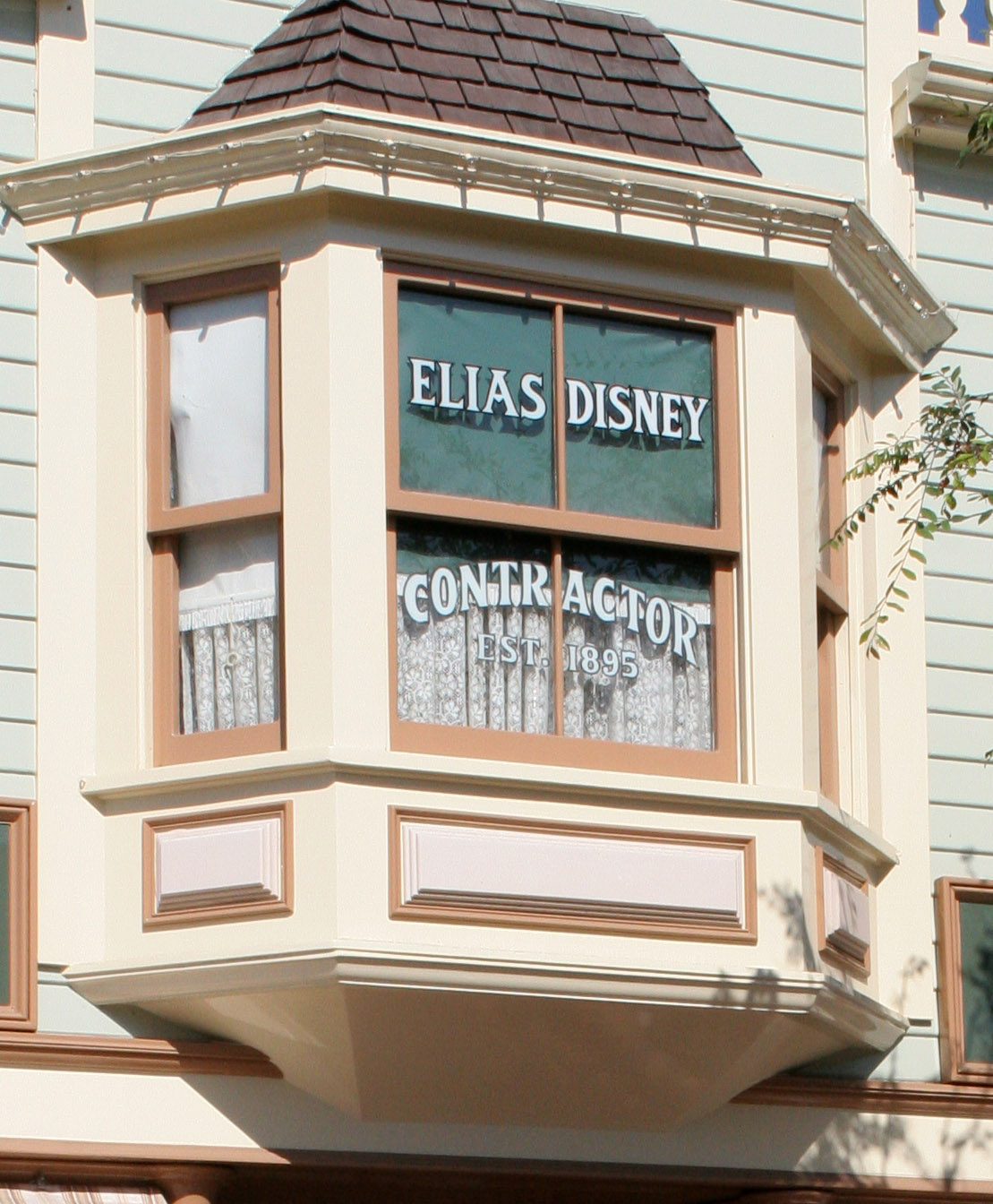
O filho de Disney, Walt, homenageou seu pai com uma pequena placa em sua atração na Main Street USA na Disneyland, que ainda está em vigor hoje. Diz: "ELIAS DISNEY, CONTRACTOR, EST. 1895."

Disney trabalhou na nova fazenda de seu pai até 1884, quando ele saiu em busca de outro emprego. Ele foi contratado em uma oficina mecânica de ferrovia (um de seus colegas de trabalho era Walter Chrysler) e depois se juntou à equipe da ferrovia que construía a linha Union Pacific através do Colorado . Depois que o contrato da ferrovia acabou, ele se tornou violinista profissional em Denver. Novamente ele não teve sucesso e voltou para a fazenda de seu pai. Ele também trabalhou por um curto período como carteiro em Kissimmee, Flórida, próximo ao eventual site do Walt Disney World. Disney também tentou fazer carreira como produtor de laranja na Flórida, mas não teve sucesso. Embora frequentemente malsucedido no trabalho autônomo, as tendências empreendedoras de Disney foram transmitidas a seu filho Walt.
Ele foi um trabalhador da construção civil para a Exposição Colombiana Mundial de 1893 em Chicago, um evento que o autor Erik Larson cita como fonte de inspiração para seu filho Walt e o reino da Disney que ele criaria. Ele comprou ações da O-Zell Company, uma fábrica de conservas de geléia que também produzia suco de maçã em Chicago, onde seu filho Walt Disney trabalhou antes de se juntar ao Corpo de Ambulâncias da Cruz Vermelha na Primeira Guerra Mundial.
Em 1890, os Disneys viviam em 3515 South Vernon Avenue no Fourth Ward. Disney trabalhou como carpinteiro. Em 31 de outubro de 1891, a Disney comprou um lote na 1249 Tripp. Em 1892, ele construiu uma casa nela. O bairro se chamava Hermosa e havia sido colonizado por imigrantes escandinavos, alemães e escandinavos. Seus três filhos mais novos nasceram lá.
Na virada do século, a Disney se tornou uma empreiteira ativa. Ele construiu casas que possuía e depois revendeu. Ele também construiu a Igreja Congregacional de São Paulo, um edifício dedicado em 14 de outubro de 1900. Disney era um dos curadores da igreja, enquanto sua esposa era sua tesoureira.
De acordo com algumas fontes, Disney se preocupava com o aumento da criminalidade na cidade. Uma família vizinha tinha dois filhos adolescentes envolvidos em um assalto a um celeiro de automóveis e Disney temia que o crime manchasse seus próprios filhos. Em 1906 ele se mudou com sua família para uma fazenda perto de Marceline, Missouri. Disney e sua família se estabeleceram lá em abril de 1906. Em 5 de março, ele comprou um 40 acres (16 ha) fazenda. Seu proprietário anterior, William E. Crane, morreu em novembro de 1905. Crane era um veterano da Guerra Civil Americana e sua casa era anterior à fundação de Marceline. Ele comprou a fazenda por $ 3.000 ou $ 75 por acre. Em 3 de abril, a Disney comprou uma área adjacente de cerca de 5 acres (2 ha) da viúva de Crane. Ele pagou US $ 450 adicionais.
Marceline era provavelmente escolhido por ser acessível a partir de Chicago, por seu ambiente rural e porque seu irmão mais novo, Robert, possuía uma propriedade de 440 acres (180 ha) fazenda a oeste da cidade. A Fazenda Crane tinha pomares de maçãs, pêssegos e ameixas e campos de grãos. Os animais da fazenda incluíam porcos, galinhas, cavalos e vacas. The Disneys tinha uma conexão telefônica em 1907. Herbert e Raymond Disney nunca gostou da vida na fazenda. Eles se mudaram por volta do outono de 1908, voltando para Chicago. Eles encontraram trabalho como escriturários.
Em 1907, Disney convenceu alguns de seus colegas fazendeiros a se juntarem à American Society of Equity, um sindicato de fazendeiros com o objetivo de consolidar o poder de compra dos membros.
A família vendeu a fazenda em 28 de novembro de 1910, quando Disney adoeceu. Ele estava sofrendo de febre tifóide, seguida de pneumonia. Os Disneys moravam em uma casa alugada em Marceline, provavelmente em 508 North Kansas Avenue. Até 1911, quando se mudaram para Kansas City, Missouri. Eles moravam em uma casa alugada em 2706 East Thirty-first Street. Eles ficaram lá até comprarem sua própria casa modesta em setembro de 1914. Ele estava situado na rua Bellefontaine, 3028.
Em 1º de julho de 1911, a Disney comprou uma rota de entrega de jornais para o The Kansas City Star. Estendia-se da Rua Vinte e Sete à Rua Trinta e um e da Avenida Prospect à Avenida Indiana. Roy e Walt foram postos para trabalhar na entrega de jornais. The Disneys entregou o jornal matutino Kansas City Times para cerca de 700 clientes e o Evening and Sunday Star para mais de 600. Seus clientes aumentaram com o tempo. Disney também entregava manteiga e ovos aos clientes de seus jornais. Eles foram importados de uma fazenda de gado leiteiro em Marceline.
A Disney vendeu a rota de jornais em 17 de março de 1917. Ele vinha investindo na O-Zell Company of Chicago desde 1912 e voltou para a cidade em 1917 para assumir um papel ativo em sua gestão. The Disneys alugou um apartamento na 1523 Ogden Avenue.
Ele se aposentou do trabalho de gerenciamento em 1920 e voltou para Kansas City. Ele foi novamente listado como carpinteiro. Ele se mudou para Portland, Oregon no outono (outono, setembro-outubro) de 1921. Seu filho Herbert havia se mudado anteriormente para esta cidade.

## Vida pessoal

### Família

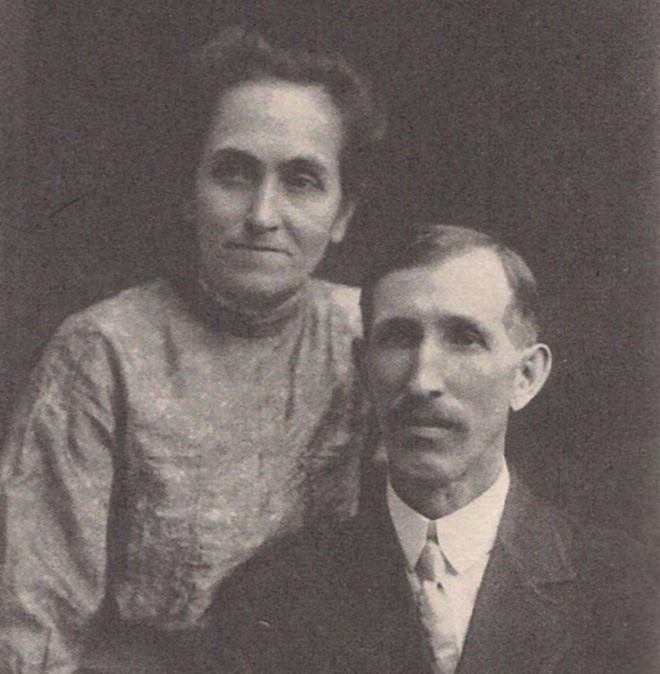
Elias (à direita) e sua esposa Flora, 1913

Disney se casou com Flora Call em 1º de janeiro de 1888, em Kismet, Lake County, Flórida, 50 mi (80 km) ao norte do terreno no qual o Walt Disney World seria construído e viveu por um curto período de tempo na vizinha Acron, Flórida. Ela era filha dos vizinhos de seu pai.
Logo após o casamento, os Disneys se mudaram para Chicago, Illinois, onde Disney conheceu e fez amizade com Walter Parr, o pregador da Igreja Congregacional de St. Paul que deu nome ao quarto filho dos Disneys, Walt. O filho da Disney, Raymond Arnold Disney, chamou seu filho Charles Elias Disney em homenagem a seu pai Elias Charles Disney.
O casal teve cinco filhos:
- Herbert Arthur Disney (8 de dezembro de 1888 - 29 de janeiro de 1961, 72 anos), Letter Carrier (Censo dos EUA de 1940)
- Raymond Arnold Disney (30 de dezembro de 1890 - 24 de maio de 1989, 98 anos), corretor de seguros autônomo (Censo dos EUA de 1940)
- Roy Oliver Disney (24 de junho de 1893 - 20 de dezembro de 1971, de 78 anos), empresário e co-fundador da The Walt Disney Company
- Walter "Walt" Elias Disney (5 de dezembro de 1901 - 15 de dezembro de 1966, 65 anos), empresário e co-fundador da The Walt Disney Company
- Ruth Flora Disney (6 de dezembro de 1903 - 7 de abril de 1995, 91 anos)
- Elias e Walt tiveram uma relação tensa, pois Disney nunca viu a profissão de Walt como artista como um trabalho real.[22]

O filho da Disney, Raymond Arnold Disney, chamou seu filho Charles Elias Disney em homenagem a seu pai Elias Charles Disney.

### Crenças e hábitos
Disney nunca bebeu álcool e raramente fumou. Segundo relatos biográficos, Disney era um homem severo que às vezes podia ter um temperamento forte e pegava o dinheiro que seus filhos ganhavam para "custódia", considerando-os muito jovens para saber o valor do dinheiro. Se seus filhos se comportassem mal, a Disney não hesitaria em puni-los com uma troca.
Disney falava de socialismo com várias pessoas e as trazia para casa. Ele era violinista e trazia para casa qualquer pessoa que pudesse tocar um instrumento.